# Extraction de souches

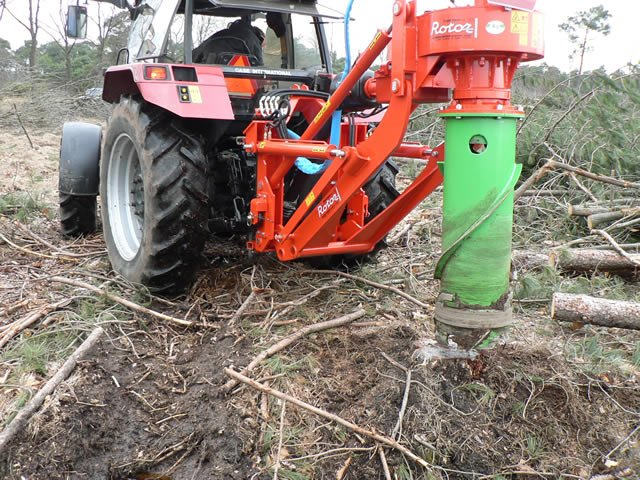
Un broyeur de souches vertical en cours d'utilisation.

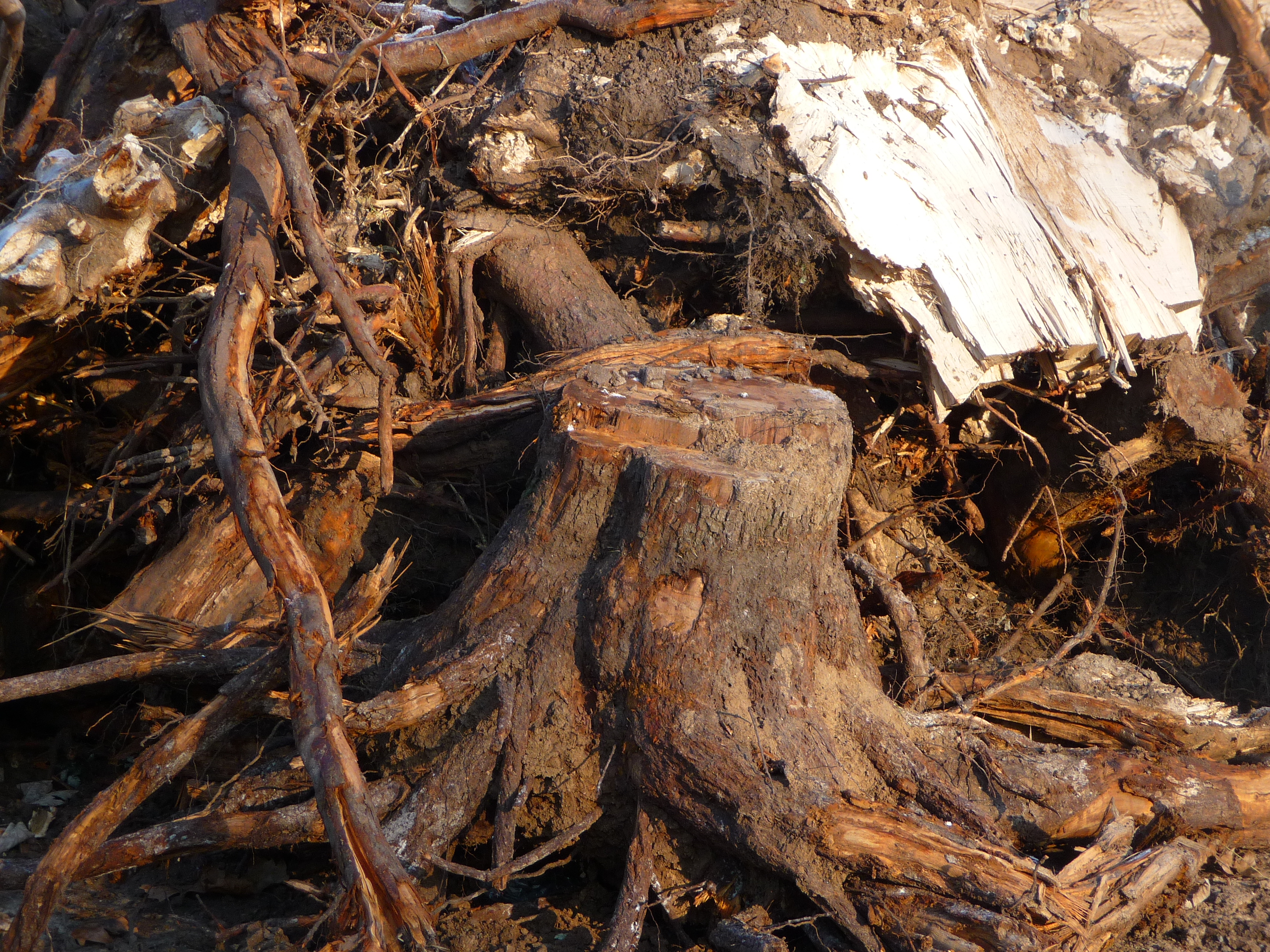
Souches d'arbre déracinées

L'extraction de souches ou essouchage ou dessouchage est une pratique consistant à retirer du sol la partie enterrée des arbres abattus, le plus souvent pour l'exploiter comme combustible.

## Généralités
Dans les forêts de plantation de certaines parties de l'Europe, les souches laissées après l'abattage des arbres sont maintenant parfois extraites du sol pour fournir du bois de combustible aux centrales à biomasse. Les souches et les racines des arbres sont extraites à l'aide d'une tête hydraulique sur une excavatrice à chenilles ou d'une tête mécanique équipée d'un outil spécial pour les tracteurs, un extracteur-sécateur (stump harvester, stump extractor, extracteur de souches comportant un sécateur qui coupe la souche en deux ou trois morceaux au moment de l'extraction, de façon à en faciliter le transport et la manutention). La récolte de souches devrait fournir une part croissante des matériaux ligneux nécessaires au secteur de la biomasse ligneuse en Europe.

## Durabilité
La récolte des souches est inappropriée sur de nombreux sols, où leur élimination entraîne une réduction à long terme de nutrition ou une perte inacceptable de carbone dans le sol. En outre, on doit veiller à éviter les zones archéologiques, les zones écologiquement sensibles, les pentes abruptes et les zones proches des ruisseaux et des rivières. Dans de nombreuses situations, l'élimination des souches entraîne une perte supplémentaire de bois, entraînant une perte de la biodiversité potentielle qui dépend du bois.

## Histoire

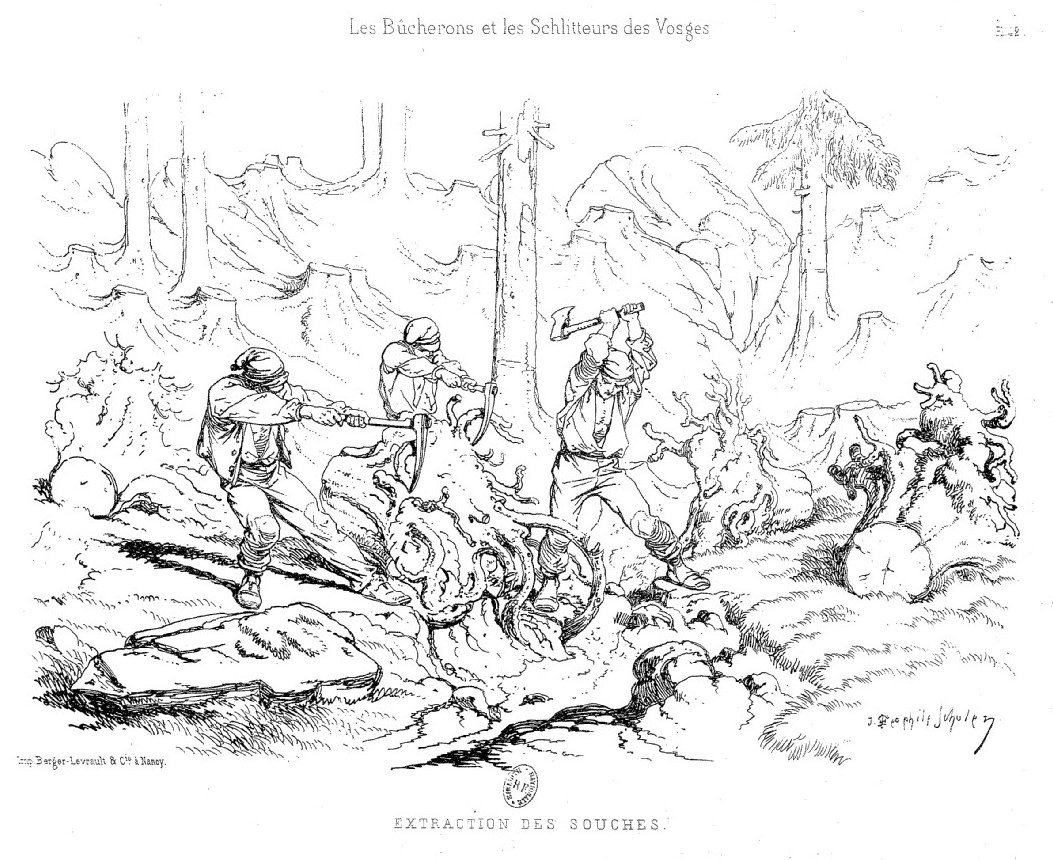
Extraction des souches. Dans Théophile Schuler, Les bûcherons et les schlitteurs des Vosges, 1878

L'extraction de souches d'arbres extraites du sol pour produire du bois de chauffage remonte à des centaines d'années en Europe. Il était pratiqué dans les forêts suédoises dans les années 1970 avant de perdre en popularité, mais il est à nouveau envisagé là-bas, car il existe un besoin accru de bois de chauffage. En Grande-Bretagne, des souches sont enlevées dans certaines forêts pour lutter contre les maladies, en particulier dans le sud-est de l'Angleterre. En outre, elles sont extraites lors de la restauration de zones forestières plantées en tourbières pour des raisons de conservation. Récemment, la récolte commerciale de souches à petite échelle a commencé dans certaines régions d’Écosse afin de fournir du carburant pour les centrales à biomasse. En Finlande, les souches étaient autrefois utilisées pour produire du goudron de pin et du charbon de bois. Dans les années 1970, un certain nombre d'essais ont été mis en place en Finlande pour examiner la viabilité de la récolte de souches pour la biomasse ligneuse, mais ce n'est que ces dernières années qu'elle s'est développée pour devenir une opération commerciale à grande échelle.